# Vetweiderij

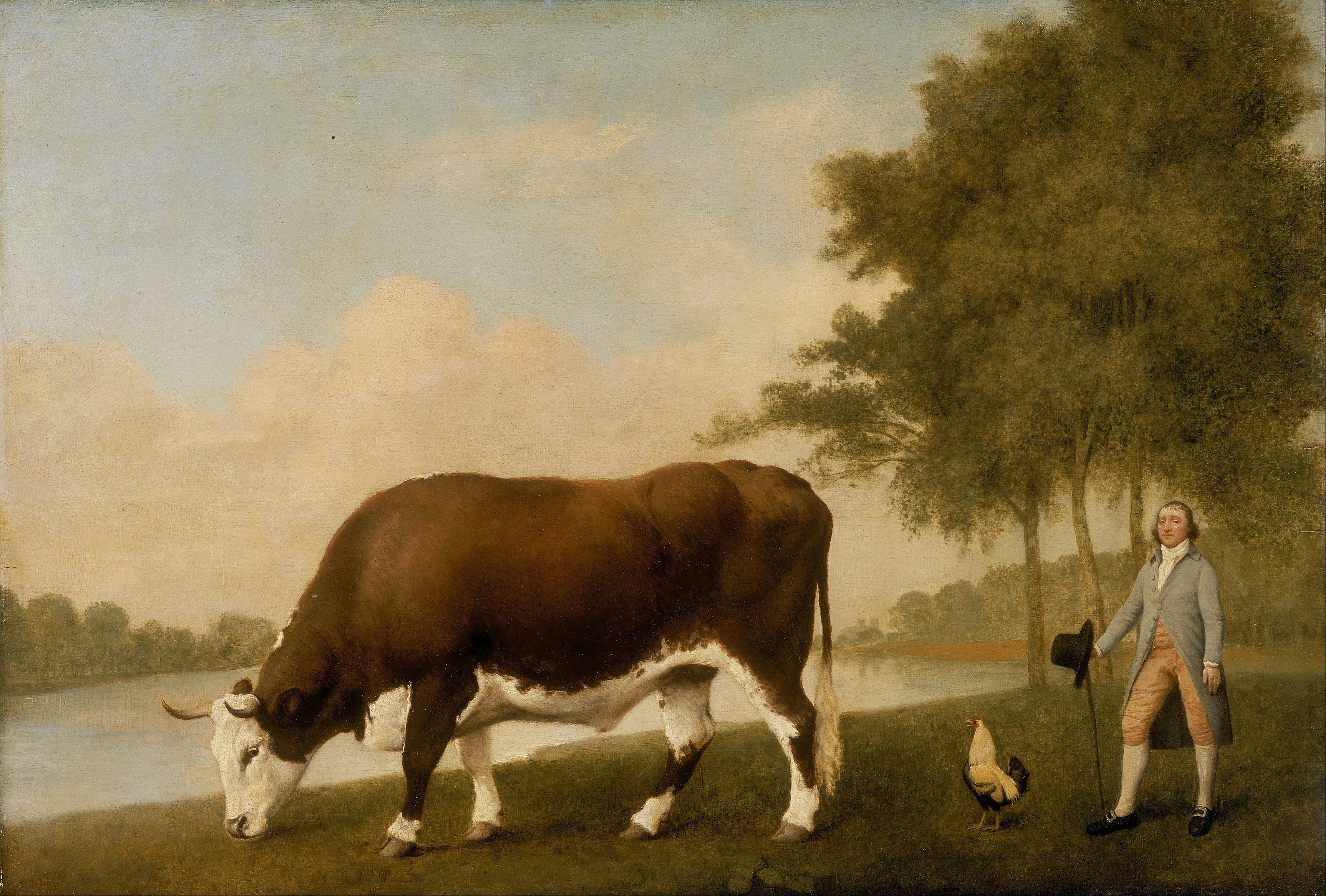
The Lincolnshire Ox
(1790), George Stubbs, Walker Art Gallery
----
Schilderij van een vette os

Onder vetweiderij verstond men de tak van rundveehouderij die primair gericht was op de vleesproductie. Dit in tegenstelling tot de melkveehouderij.
Een boer die de vetweiderij als belangrijkste bezigheid had, werd een vetweider genoemd.
De vetweiderij, reeds bekend in de 13e eeuw, geschiedde vanouds door het vetmesten van magere ossen, die in Nederland vaak vanuit Denemarken, o.a. via Buxtehude (Duitsland) of over de onder de Deense naam Hærvejen bekende handelsroute, werden geïmporteerd. Jaarlijks ging het om vele duizenden ossen. Deze ossen stonden op weidegrond, dus van de veel later ingevoerde intensieve veehouderij was geen sprake.